# Маклафлин, Доминик
Доминик Маклафлин (англ. Dominic McLaughlin; родился в 2013) — британский актёр театра, кино и телевидения, известный как исполнитель заглавной роли в будущем сериале «Гарри Поттер».

## Биография
Доминик Маклафлин родился в 2013 году. С 2020 года он посещает курсы при Шотландской академии исполнительского мастерства. Маклафлин получил одну из главных ролей в комедийном фильме «Рост», снялся в телевизионной экранизации романа Мэрилин Кэй «Одаренные» на канале BBC. Оба фильма должны выйти на экраны в 2025 году. Известно, что Маклафлин играл в одной из театральных постановок трагедии Уильяма Шекспира «Макбет» вместе с Рэйфом Файнсом.
В мае 2025 года Маклафлин получил роль Гарри Поттера в сериале «Гарри Поттер», который будет транслироваться на канале HBO. Это произошло по итогам кастинга, в котором участвовали 30 тысяч человек, и авторы сериала заявили, что Маклафлин, Аластер Стаут, получивший роль Рона Уизли, и Арабелла Стэнтон, получившая роль Гермионы Грейнджер, «обладают потрясающим талантом»; теперь «их волшебство увидит весь мир». Фанаты «Гарри Поттера» отмечают, что Маклафлин очень похож на своего персонажа: это светлокожий мальчик с непослушными чёрными волосами. В дирекции Шотландской академии исполнительского мастерства заявили, что это сходство было замечено задолго до решения HBO.
В СМИ констатируют, что объявление о касте в «Гарри Поттере» сделало Маклафлина суперзвездой прежде, чем зрители увидели его в каком-либо проекте.
Фильмография
| Год  |   | Русское название | Оригинальное название | Роль           |
| ---- | - | ---------------- | --------------------- | -------------- |
| 2025 | ф | Рост             | Grow                  | Оливер Грегори |
| 2025 | с | Одарённые        | Gifted                | Мартин         |
| 2026 | с | Гарри Поттер     | Harry Potter          | Гарри Поттер   |